# Vincenzo (telenovela)
Vincenzo (hangul: 빈센조; rr: Binsenjo) é uma telenovela sul-coreana com atuações de Song Joong-ki, Jeon Yeo-been e Ok Taec-yeon. Estreou na tvN em 20 de fevereiro de 2021, e está disponível para streaming na Netflix.
O final da série recebeu as maiores avaliações desde o início da série. O drama é atualmente o nono drama de maior audiência na história da televisão a cabo coreana. Isso também tornou a série o sexto drama de maior audiência na história da tvN.

## Sinopse
A história de um advogado da máfia italiana que retorna a Coreia devido à traição à organização, exterminando o vilão da maneira de um vilão com outra advogada.
Aos oito anos, Park Joo-hyung (Song Joong-ki) foi para a Itália depois de ser adotado por uma família italiana. Mais tarde, ele se junta à máfia italiana, onde é posteriormente adotado por Dom Fábio, chefe da família da máfia Cassano. Park Joo-hyung é renomeado como Vincenzo Cassano e se tornou um advogado italiano, um consigliere para a máfia, e braço direito de Dom Fábio. Após a morte de Fábio, Paolo, filho biológico de Fábio e novo líder da família Cassano, tenta matar Vincenzo. Vincenzo volta à Seul, e promete nunca mais retornar à Itália. Ele parte para recuperar 1,5 toneladas de ouro que ajudou um magnata chinês a esconder secretamente no porão do Geumga Plaza. No entanto, um conglomerado do Grupo Babel adquire ilegalmente a propriedade do prédio e Vincenzo deve usar suas habilidades para recuperar o prédio e sua fortuna. Vincenzo conta com a ajuda da advogada Hong Cha-young (Jeon Yeo-been), o tipo de advogada que fará de tudo para ganhar um caso. Ela promete reaver o Geumga Plaza se em troca, Vincenzo a ajudar a se vingar do Grupo Babel e da advocacia Wusang. Vincenzo e Cha-young eventualmente se apaixonam. Ele também alcança a justiça social à sua maneira, seguindo seus príncipios e os do máfia.

## Elenco

### Principais
- Song Joong-ki como o Consigliere Vincenzo Cassano. Advogado italiano e consigliere da máfia de descendência coreana. Ele é filho adotivo do falecido chefe da Família Cassano, uma família mafiosa. Ele é o verdadeiro dono do Geumga Plaza. Ele geralmente usa ternos feitos sob medida, alguns feitos por Booralro, um famoso alfaite italiano, que só Hong Cha-young reconhece, assim impressionando Vincenzo. Ele se torna um conselheiro/consultor jurídico estrangeiro para o escritório de advocacia Jipuragi, trabalhando ao lado de Cha-young e Sr. Nam para destruir o Grupo Babel e recuperar o ouro escondido no Geumga Plaza. Ele é focado, estrategista, extremamente elegante e sedutor com seu cavalheirismo, assim, conquistando muitos corações durante sua estadia.
- Jeon Yeo-been como a bela e ambiciosa advogada Hong Cha-young, ex-advogada e sócia da advocacia Wusang e, eventualmente, CEO da advocacia Jipuragi.  Ela tem a tendência a ser exagerada, animada e debochada. Apesar de tudo que fez de errado e seu pai desaprovava, Cha-young tem um coração bom e gentil, e se dedica a proteger Geumga Plaza e seus inquilinos após sua mudança de atitude.
- Ok Taec-yeon como Jang Jun-woo, ex-estagiário da Wusang, que é promovido a sócio. Trabalhava como assistente e júnior de Hong Cha-young e tem uma paixão por ela, que o vê apenas como um colega de trabalho e sempre mantém uma separação rígida entre eles. Apesar da aparência boba, engraçada e ingênua, ele esconde uma personalidade secreta.
- Kim Yeo-jin como Choi Myung-hee, uma ex-promotora que passa a trabalhar na Wusang como advogada e sócia. Ela é constantemente vista dançando zumba e parece ser bem-humorada, mas na realidade é fria, gananciosa e extremamente cruel.
- Kwak Dong-yeon como Jang Han-seo, meio-irmão de Jang Han-seok e filho ilegítimo do presidente anterior. É o presidente de fachada da Babel, sendo marionete do irmão cruel. Ele parece ser mimado, arrogante fresco por fora, mas é um sobrevivente nas mãos do irmão sádico, que mais tarde encontra compreensão e uma família quando Vincenzo o ''adota'' como irmão.

### Advocacia Wusang
- Jo Han-chul como Han Seung-hyuk, CEO da Wusang. Ele é a pessoa que recrutou Choi Myung-hee. Ele eventualmente se torna o promotor-chefe do Gabinete do Promotor do Distrito Sudeste de Seul. Ele é extremamente bajulador e puxa-saco.

#### Geumga Plaza
- (Yoo Jae-myung) como Hong Yu-chan um advogado que foi o CEO do Jipuragi e presidente do Comitê de Oposição de Desenvolvimento do Geumga Plaza. Ele é o pai de Hong Cha-young. Ele acredita que a justiça está acima de tudo e nunca comprometeria seus princípios. Ele é morto sob as ordens de Choi Myung-hee e tem sua imagem manchada como a de um advogado corrupto, o que inspira sua filha Hong Cha-young a se demitir da Wusang, assumir a Jipuragi e se vingar da Babel a qualquer custo.
- Yoon Byung-hee como Nam Joo-sung, assistente jurídico da advocacia Jipuragi que auxiliava Hong Yu-chan e, posteriormente, Hong Cha-young. Ele é um ex-maquiador de efeitos especiais que ajuda Vincenzo nas suas façanhas. Após a morte de Yu-chan, ele se junta a Vincenzo e Cha-young para destruir a Babel e evitar a proliferação de venda de narcóticos. Ele é bem-humorado, um pouco medroso, apoiador das brincadeiras de Cha-young e carente.
- Choi Young-joon como Cho Young-woon gerente do Geumga Plaza. Seu nome é usado na escritura do Geumga Plaza. Uma vez, Vincenzo salvou sua vida em Milão, fazendo-o se sentir em dívida com Vincenzo, então ajudando-o a pegar o ouro escondido.
- Choi Deok-moon como Tak Hong-shik, dono do "Best Laundromat". Ele é dono da lavanderia do Geumga Plaza, que no início da série encolhe o terno caro de Vincenzo por não confiar nele. Ele é extremamente habilidoso com uma tesoura, sendo conhecido como ''Tesoura Relâmpago''.
- Kim Hyung-mook como Toto, dono do restaurante italiano "Ti Diamo Il". Ele mente para todos dizendo que estudou culinária na Itália, mas Vincenzo logo descobre sua farsa e vive debochando de sua mentira.[5]
- Lee Hang-na como Kwak Hee-soo, dona de uma lanchonete no Geumga Plaza. Ela bate regularmente em seu filho adolescente que fuma secretamente.
- Kim Seol-jin como Larry Kang, dono de um estúdio de dança no Geumga Plaza. Ele é extremamente limpo e fica nervoso quando sujam seu estúdio.
- Kim Yoon-hye como Seo Mi-ri, professora de uma pequena escola de piano no prédio. Ela tem uma queda por Vincenzo e tenta constantemente flertar com ele, sem sucesso. Ela na verdade é uma hacker que projetou o sistema de segurança do cofre.
- Yang Kyung-won como Lee Chul-woo, um auto-proclamado expert nas artes marciais e proprietário de uma casa de penhores no Geumga Plaza. Ele ameaça muito em bater nos outros, mas sempre hesita.
- Seo Ye-hwa como Jang Yeon-jin, esposa de Lee Chul-wook. Ela sempre repreende o marido quando ele mostra falsa bravura quando na verdade está morrendo de medo.
- Kang Chae-min como Kim Young-ho, filho de Kwak Hee-soo. Ele gosta de fumar secretamente com seus amigos em um dos cantos afastados do prédio, sendo flagrado por Vincenzo e recebendo uma boa lição, assim mudando de comportamento e passando a admirar Vincenzo.
- Ri Woo-jin como Jeonkha, o abade do Templo Nanyak no Geumga Plaza. Ele sentiu uma forte presença de Buda sob o lugar onde normalmente se senta para meditar por causa de uma estátua dourada de Buda escondida ali. Às vezes, ele dá conselhos a Vincenzo sobre como lidar com seus problemas e inseguranças.
- Kwon Seung-woo como Chaeshin, um monge que ajuda Jeokha. Ele está sempre próximo dos inquilinos e atua como um conselheiro.

#### Gestão Financeira Formiga
- Kim Young-woong como Park Seok-do, ele é um gangster que trabalhou para o Grupo Babel. Ele estava encarregado da demolição do Geumga Plaza, mas se muda para o prédio depois de quase ser morto pela Babel e abre um negócio chamando Bye, Bye Ballon, que ajuda pessoas desesperadas a fugir do país. Ele finalmente começa a ajudar a Jipuragi e conta os segredos da Babel. Ele às vezes dá em cima de Cha-young.
- Lee Dal como Jeon Soo-nam, ex-gângster e segundo no comando depois de Park Seok-do. Vive constantemente brigando com o Sr. Lee.
- (Jung Ji-yoon) como Yang Joo-eun, a contadora da Bye, ByeBalloon. Ela também tem uma queda por Vincenzo e chega a travar uma guerra silenciosa com Mi-ri por Vincenzo.

#### Serviço de Inteligência de Segurança Internacional
- Im Chul-soo como Ahn Gi-seok, líder de equipe da divisão italiana de crime organizado no Escritório de Crime Organizado Internacional do Serviço de Inteligência de Segurança Internacional. Ele se disfarça como aprendiz do chefe Toto para espionar Vincenzo secretamente. Mas logo passa a idolatrar Vincenzo e até se torna líder do fã-clube de Vincenzo Cassano.
- Kwon Tae-won como Tae Jong-gu, Diretor do Serviço de Inteligência de Segurança Internacional, que desaprova o plano de Ahn de lançar uma operação para espionar Vincenzo.

#### Gabinete do Procurador do Distrito Sudeste de Seul
- Seo Jin-won como Hwang Jin-tae, Chefe da Promotoria do Distrito Sudeste de Seul. Ex-chefe de Choi Myung-hee. Ele faz parte da folha de pagamento do Grupo Babel
- Hwang Tae-kwang como Seo Woong-ho, Subchefe do Gabinete do Promotor do Distrito Sudeste de Seul. Ele é assassinado por Jang Han-seok.
- Go Sang-ho como Jung In-kook, um promotor da Procuradoria do Distrito Sudeste de Seul. Ele trabalha com Cho Young-woon para obter o Arquivo Guilhotina. Mais tarde, ele trai Vincenzo e trabalha para Jang Han-seok. Mais tarde, ele é morto por Vincenzo, disfarçado de suicídio.

#### Família Cassano
- Salvatore Alfano como Paolo Cassano, irmão adotivo de Vincenzo Cassano e novo líder da Família Cassano. Sempre com ciúme e ressentimento de Vincenzo, ele tentou matar Vincenzo, mas falhou, levando o último a sair da Itália e retornar à Coreia do Sul. Mais tarde, ele ajuda Choi Myung-hee e Han Seung-hyuk a matar e incriminar Vincenzo, que ambos falham, levando à sua própria queda.
- Luca Vaquer como Luca, motorista e assistente pessoal de Vincenzo Cassano. Ele trabalha para a Família Cassano e é mais leal a Vincenzo do que a Paolo. Ele atualiza Vincenzo sobre os assuntos atuais na Itália, enquanto Vincenzo está escondido na Coreia do Sul. Todos do escritório Jipuragi gostam dele mesmo sem conhecê-lo.

### Outros
- Yoon Bok-in como Oh Gyeong-ja, cliente de Hong Yoo-chan que ele visita todos os meses. Mais tarde, é revelado que ela é a mãe biológica de Vincenzo Cassano. Mais tarde, ela é morre assassinada, orquestrada por Choi Myung-hee sob as ordens de Jang Han-seok, despertando o lado frio e sombrio de Vincenzo.
- Jung Wook-jin como Lee Seon-ho, uma das cobaias do medicamento RDU-90. Ele era o denunciante da Babel Farmaceutica.
- Lee Do-guk como Hwang Gyu, ex-executor de Choi Myung-hee e atualmente executor de Vincenzo. Foi ele quem planejou o assassinato de Hong Yu-chan. Ele costumava trabalhar para a Divisão de Inteligência Militar da Coreia. Mais tarde, ele foi morto por Vincenzo após exceder sua utilidade e para cumprir a promessa feita a Cha-young.
- Kim Tae-hoon como Pyo Hyuk-pil, ex-executor de Choi Myung-hee e atualmente executor de Vincenzo. Ele trabalha com Hwang Gyu. Ele também trabalhou para a Divisão de Inteligência Militar da Coreia. Mais tarde, ele foi morto por Choi Myung-hee depois que Vincenzo o abandonou.

### Aparições especiais
- Jin Seon-kyu como um ladrão não identificado # 1, atuando como um motorista de táxi limusine ( Ep. 1)
- Lee Hee-joon como um ladrão sem nome 2 (Ep. 1)
- Jung Soon-won como um policial de aeroporto (Ep. 1)
- Kim Jin-yi como cliente anterior (Ep. 4-5)
- Shin Seung-hwan como So Hyun-woo (Ep. 5)  Um advogado corrupto que trabalha com a folha de pagamento do Woosang Law Firm .
- Jeong Yeong-ju como uma senhora dirigindo para fora do tribunal (Ep. 5)
- Ahn Chang-hwan como Gilbert, um sem-teto que fica do lado de fora do Geumga Plaza que desperta o interesse dos inquilinos no ouro escondido (Ep. 6-7, 12)
- Yoo Yeon como Kim Yeo-won (Ep. 7) A esposa de Gil Jong-moon, também chefe do Centro de Câncer Pediátrico do Sungwon University Hospital.
- Kim Byung-ji como técnico do time de futebol juvenil (Ep. 7)
- Kim Sung-cheol como Hwang Min-sung (Ep. 8, 20) O CEO do Shinkwang Bank que se apaixona perdidamente por Vincenzo, levando-o a sua ruína.
- Im Chae-moo como um funcionário da Moomoo Land (Ep. 8)
- Jeon Gook-hyang como Seo Young-sun (Ep. 8, 20)  A mãe de Hwang Min-sung, também presidente da Shinkwang Finances.
- Nichkhun e Hwang Chan-sung como protagonistas do drama da UCN "The Age of Stray Dogs and Wild Dogs" (Ep. 12)
- Yoon Kyung-ho como Nam Shin-bae (Ep. 13) O presidente da União do Comitê Guardião de Babel.
- Jeon Jin-oh como Park Chan-gi (Ep. 13)
- Lee Hye-jung como Jung Do-hee (Ep. 14-15) A diretora da Ragusang Gallery.
- Keum Gwang-san como Keum Gwang-jin (Ep. 14)
- Jeon Jin-gi como Oh Jung-bae (Ep. 15) O CEO do Daechang Daily.
- Lee Geung-young como Park Seung-joon (Ep. 17) Um candidato presidencial.
- Yoo Tae-woong como Kim Seok-woo (Ep. 17-20) O secretário de Park Seung-joon, e um sênior de Han Seung-hyuk.

## Produção
Em maio de 2020, o diretor Kim Hee-won e o roteirista Park Jae-Bum formaram uma parceria para Vincenzo. Em julho de 2020, foi relatado que Song Joong-ki e Jeon Yeo-been estavam considerando a oferta de estrelar a série enquanto Ok Taec-yeon foi confirmado para o elenco. Song e Jeon confirmaram sua aparição no mês seguinte.

## Trilha sonora

### Parte 1
| Lançado em 28 de fevereiro de 2021 |                        |                          |         |  |
| N.º                                | Título                 | Artista                  | Duração |  |
| 1.                                 | "Ombra mai fu"         | Choi Sung-hoon (La Poem) | 3:01    |  |
| 2.                                 | "Ombra mai fu" (inst.) |                          | 3:01    |  |
| Duração total:                     | Duração total:         | Duração total:           | 6:02    |  |

### Parte 2
| Lançado em 7 de março de 2021 |                                     |                |         |  |
| N.º                           | Título                              | Artista        | Duração |  |
| 1.                            | "Adrenaline (Italian ver.)"         | Aalia          | 3:27    |  |
| 2.                            | "Adrenaline (Italian ver.)" (inst.) |                | 3:27    |  |
| Duração total:                | Duração total:                      | Duração total: | 6:54    |  |

## Recepção

### Audiência (em milhões)
Uma audiência de 7,7% foi registrada em todo o país para o primeiro episódio da série, tornando-o a quarta maior classificação de estréia de qualquer drama de fim de semana da tvN e a terceira maior classificação de estreia da emissora depois de Mr. Sunshine, Mr. Queen e Encounter.

A série é atualmente a décima sexta série com a maior audiência na televisão por assinatura.
| Temporada | Temporada | Número do episódio | Número do episódio | Número do episódio | Número do episódio | Número do episódio | Número do episódio | Número do episódio | Número do episódio | Número do episódio | Número do episódio | Número do episódio | Número do episódio | Número do episódio | Número do episódio | Número do episódio | Número do episódio | Número do episódio | Número do episódio | Número do episódio | Número do episódio | Média |
| Temporada | Temporada | 1                  | 2                  | 3                  | 4                  | 5                  | 6                  | 7                  | 8                  | 9                  | 10                 | 11                 | 12                 | 13                 | 14                 | 15                 | 16                 | 17                 | 18                 | 19                 | 20                 | Média |
| --------- | --------- | ------------------ | ------------------ | ------------------ | ------------------ | ------------------ | ------------------ | ------------------ | ------------------ | ------------------ | ------------------ | ------------------ | ------------------ | ------------------ | ------------------ | ------------------ | ------------------ | ------------------ | ------------------ | ------------------ | ------------------ | ----- |
|           | 1         | 1.948              | 2.389              | 2.098              | 2.587              | 2.447              | 2.893              | 2.429              | 2.755              | 2.364              | 3.024              | 2.439              | 2.840              | 2.871              | 2.884              | 2.628              | 2.754              | 2.719              | 3.109              | 3.075              | 3.841              | 3.380 |

| Ep. | Transmissão Original    | Média de audiência (AGB Nielsen) | Média de audiência (AGB Nielsen) |
| Ep. | Transmissão Original    | Mundialmente                     | Seul                             |
| --- | ----------------------- | -------------------------------- | -------------------------------- |
| 1 | 20 de fevereiro de 2021 | 7.659% (1º)                      | 8.728% (1º)                      |
| 2 | 21 de fevereiro de 2021 | 9.295% (1º)                      | 10.207% (1º)                     |
| 3 | 27 de fevereiro de 2021 | 8.121% (1º)                      | 9.340% (1º)                      |
| 4 | 28 de fevereiro de 2021 | 10.215% (1º)                     | 11.201% (1º)                     |
| 5 | 6 de março de 2021      | 9.674% (1º)                      | 10.683% (1º)                     |
| 6 | 7 de março de 2021      | 11.082% (1º)                     | 12.165% (1º)                     |
| 7 | 13 de março de 2021     | 9.241% (1º)                      | 9.992% (1º)                      |
| 8 | 14 de março de 2021     | 10.380% (1º)                     | 11.292% (1º)                     |
| 9 | 20 de março de 2021     | 9.057% (1º)                      | 9.729% (1º)                      |
| 10 | 21 de março de 2021     | 11.375% (1º)                     | 12.745% (1º)                     |
| 11 | 27 de março de 2021     | 9.311% (1º)                      | 10.705% (1º)                     |
| 12 | 28 de março de 2021     | 10.736% (1º)                     | 12.405% (1º)                     |
| 13 | 3 de abril de 2021      | 10.815% (1º)                     | 11.555% (1º)                     |
| 14 | 4 de abril de 2021      | 11.258% (1º)                     | 12.487% (1º)                     |
| 15 | 10 de abril de 2021     | 10.296% (1º)                     | 11.150% (1º)                     |
| 16 | 11 de abril de 2021     | 10.572% (1º)                     | 11.600% (1º)                     |
| 17 | 24 de abril de 2021     | 10.961% (1º)                     | 12.278% (1º)                     |
| 18 | 25 de abril de 2021     | 12.276% (1º)                     | 13.912% (1º)                     |
| 19 | 1 de maio de 2021       | 11.854% (1º)                     | 12.659% (1º)                     |
| 20 | 2 de maio de 2021       | 14.636% (1º)                     | 16.564% (1º)                     |
| Média | Média                   | 10.441%                          | 11.570%                          |
| Especial | 17 de abril de 2021     | 4.445% (1º)                      | 5.098% (2º)                      |
| - Os números azuis representam as médias mais baixas, enquanto os números vermelhos representam as mais altas - Este drama é transmitido por um canal de televisão por assinatura, que normalmente tem um público relativamente menor em comparação com as emissoras de televisão abertas (KBS, SBS, MBC e EBS). |                         |                                  |                                  |